# Långnäs en Tjärnäs
Långnäs en Tjärnäs (Zweeds: Långnäs och Tjärnäs) is een småort in de gemeente Hofors in het landschap Gästrikland en de provincie Gävleborgs län in Zweden. Het småort heeft 97 inwoners (2005) en een oppervlakte van 22 hectare. Eigenlijk bestaat het småort uit twee plaatsen: Långnäs en Tjärnäs.
In Långnäs is een oude ertsmijn te vinden, deze mijn is tegenwoordig buiten gebruik. De ingang van de mijn is beroemd en is elke zomer geopend voor toeristen. Het uit de ijzertijd afkomstige ijzerenvoorwerp Kråknäsfyndet is hier te vinden.
In Långnäs ligt de golfbaan Hofors Golfklubb, deze golfbaan werd in 2005 door het Zweedse golfblad Svensk Golf verkozen tot een van de 10 mooiste golfbanen in Zweden. De golfbaan ligt aan het meer Storgösken.